# Mezei Szabolcs
Mezei Szabolcs (Békéscsaba, 2000. október 18. –) utánpótlás-válogatott labdarúgó, a Topolya középpályása.

## Pályafutása

### Klubcsapatban
Pályafutását a békéscsabai akadémián kezdte, onnan került a Sándor Károly Labdarúgó Akadémiára.
Még az U19-es csapat tagjaként bemutatkozott a felnőtt mezőnyben is az MTK második csapatában az NBIII-ban. A következő szezont már másik nevelőegyesületénél, a Békéscsaba 1912 Előre csapatánál töltötte kölcsönben a másodosztályban. A szezon végeztével visszakerült az akkor szintén NBII-es MTK-hoz, amely együttessel első helyen végzett a koronavírus-járvány miatt félbeszakított 2019–2020-as szezonban, kivívva ezzel az NBI-ben való indulás jogát. Ugyanebben az évben a csapattal a Magyar Kupa elődöntőjéig menetelt. Az első osztályban csakúgy, mint az NBII-ben, alapembernek számított az MTK-ban. 2023 nyarán Paksra igazolt.
A tolnai klubbal kétszer is megnyerte a Magyar Kupát, 70 tétmérkőzésen nyolcszor volt eredményes a csapat színeiben. 2025. június 27-én jelentették be, hogy a szerb Topolya szerződtette.

### A válogatottban
2021 márciusában Gera Zoltán szövetségi edző nevezte őt a 2021-es U21-es labdarúgó-Európa-bajnokságon szereplő magyar válogatott keretébe. 2021. augusztus 26-án újból meghívót kapott az U21-es válogatott keretébe az őszi Európa-bajnoki selejtezőkre.

## Sikerei, díjai

### Klubcsapattal
Paks
- Magyar kupagyőztes: 2024,[9] 2025[10]
- Magyar bajnokság ezüstérmes: 2023–24
- Magyar bajnokság bronzérmes: 2024–25